# Walraven van Meurs
Walraven van Meurs (1393 – Arnhem, 3 oktober 1456) was een Nederlandse geestelijke en tegenbisschop tijdens het Utrechts Schisma, de strijd rond de zetel van het middeleeuwse bisdom Utrecht.
Walraven van Meurs stamde uit een bekend gravengeslacht. Zijn broer Diederik was aartsbisschop van Keulen, zijn broer Hendrik was bisschop in Münster. Walraven was onder meer domproost van Utrecht en dong voor het eerst naar de mijter na de dood van Frederik van Blankenheim in 1423. Hij maakte geen kans, en de volgende jaren zouden Rudolf van Diepholt en Zweder van Culemborg om de Utrechtse bisschopszetel strijden. Toen Zweder in 1433 stierf, kozen zijn aanhangers Walraven als opvolger in de strijd tegen Rudolf. Zij werden daarin bevestigd door het Concilie van Bazel en de tegenpaus Felix V. Walraven vestigde zich in Dordrecht en zette van daar uit de strijd voort. Uiteindelijk werd de zaak in 1448 beslecht door kardinaal Nicolaus Cusanus in het voordeel van Rudolf, maar Walraven gaf zijn aanspraken op de Utrechtse zetel pas in 1450 officieel op nadat hij financiële genoegdoening had gekregen van het Sticht. Walraven werd in 1450 tot bisschop van Münster gekozen als opvolger van zijn overleden broer Hendrik, maar ook daar raakte hij verwikkeld in een voortdurende strijd om de zetel, en ook om de wereldlijke macht over het Prinsbisdom Münster, die in de Duitse geschiedenis als Münsterische Stiftsfehde bekendstaat, en van tijd tot tijd een guerrillaoorlog was. Walravens grote rivalen, gesteund door het Graafschap Meurs en het Graafschap Hoya, waren de gebroeders Erich en Johann von Hoya.  Het schisma in Münster duurde voort tot na de dood van Walraven in 1456. UIteindelijk benoemde de paus in 1458 Johan van Palts-Simmern tot de nieuwe bisschop van Münster.
Doordat Walraven op onwettige wijze verkozen werd, wordt hij niet tot de bisschoppen van Utrecht gerekend.